# Ewa Marxen-Wolska
Ewa Teresa Marxen-Wolska (ur. 8 października 1928 w Lublińcu, zm. 21 sierpnia 2013 w Łodzi) – polska konserwator zabytków, profesor Uniwersytetu Łódzkiego.

## Życiorys
Rozpoczęła naukę przed ukończeniem 6 roku życia. W 1939 została aresztowana. Wraz z matką i siostrą były przetrzymywane w obozie w pałacu w Dobrzycy. Tam w miejscu, w którym sypiała, wydłubywała pobiałę, jednocześnie odnajdując malowidła ścienne. W ten sposób zainteresowała się konserwatorstwem zabytków. W grudniu 1939 uciekła z transportu. Dotarła do Krakowa gdzie ukończyła VI i VII klasę szkoły powszechnej. W 1941 zdała egzamin do „Staatliche Handwerker und Kunstgewerbeschule” na Wydziale Włókienniczym, lecz 1 lutego 1943 okupanci niemieccy szkołę zamknęli i wywieźli część uczniów w głąb Niemiec. Marxen-Wolska pozostała jednak w Krakowie, gdzie podjęła pracę w księgowości w Powszechnej Spółdzielni Rolniczo-Handlowej oraz rozpoczęła tajną naukę w gimnazjum. W marcu 1945 wróciła do Lublińca wraz z matką, gdzie ukończyła gimnazjum, po którym powróciła do Krakowa gdzie ukończyła Państwowy Instytut Sztuk Pięknych w Krakowie uzyskując w 1946 świadectwo dojrzałości.
W 1947 rozpoczęła naukę na Akademii Sztuk Pięknych w Krakowie, którą ukończyła w 1951 z dyplomem artysty plastyka konserwatora, a także rozpoczęła pracę w Polskich Pracowniach Konserwacji Zabytków (PPKZ) w Krakowie, w 1952 zaś uzyskała dyplom magistra filozofii na Wydziale Humanistycznym Uniwersytetu Jagiellońskiego. Prace w Polskich Pracowniach kontynuowała od 1952 w Toruniu, gdzie w latach 1958–1960 pełniła funkcję kierownika Pracowni Konserwacji Malarstwa. W 1961 została starszym asystentem w Katedrze Zabytkoznawstwa i Konserwatorstwa Wydziału Sztuk Pięknych Uniwersytetu Mikołaja Kopernika w Toruniu. W 1973 uzyskała stopień doktora filozofii w zakresie historii sztuki na Uniwersytecie Mikołaja Kopernika, w 1974 zaś została docentem w Zakładzie Konserwacji Zabytków Ruchomych.
W międzyczasie odbywała liczne staże i stypendia, m.in. w Instituto Centrale del Restauro w Rzymie (1965–1966), w Lovanium w Belgii (1966). W latach 1967–1970 pracowała w pracowniach konserwatorskich we Florencji, oddelegowana przez Ministra Kultury i Sztuki w ramach misji udzielającej pomocy w ratowaniu uszkodzonych powodzią dzieł sztuki. Ocaliła wówczas obraz Madonny z Volognano oraz opracowała nieinwazyjną metodę osuszania i prostowania obrazów.
W 1973 została redaktorem kwartalnika konserwatorskiego „Maltechnik Restauro, Callwey Verlag München”. W 1974 zamieszkała w Łodzi, gdzie w latach 1974–1976 pracowała w Muzeum Sztuki jako konsultant i konserwator. W latach 1974–1975 prowadziła wykłady i seminaria na Uniwersytecie w Ferrarze. Następnie kierowała Pracownią Konserwacji Dzieł Sztuki (PPKZ) w Łodzi. W 1980 została konsultantem UNESCO. W 1984 zaangażowała się w prowadzenie prac konserwatorskich, badań naukowych oraz konsultacji w Ekwadorze i Peru jako ekspert UNESCO. W 1992 została profesorem Katedry Historii Sztuki Uniwersytetu Łódzkiego. W 1997 uzyskała tytuł profesora sztuk plastycznych.
W ramach działalności konserwatorskiej wraz z mężem wykonywała prace konserwatorskie w kościołach w Gdańsku, Sierakowie, Włocławku, we Florencji, Ferrarze i Quito. Ponadto brała udział w pracach Komisji Nadzoru Konserwatorskiego na rzecz Panoramy Racławickiej.
Była członkiem honorowym Stowarzyszenia Historyków Sztuki w Łodzi, a także członkiem zwyczajnym i od 1996 honorowym Łódzkiego Towarzystwa Naukowego, członkiem Związku Polskich Artystów Plastyków. W 2010 należała do Łódzkiego Społecznego Komitetu Poparcia Jarosława Kaczyńskiego.

## Życie prywatne
Była córką inżyniera Jana Marxena – konserwatora zabytków, i Kazimiery z d. Krauss – doktora wszech nauk lekarskich. Ponadto była żoną konserwatora zabytków – Jerzego Wolskiego. Mieli córkę Agnieszkę (ur. 1953) – artystkę i konserwatorkę sztuki. Wolscy w Łodzi mieszkali przy placu Wolności 8/8, gdzie organizowali również tzw. spotkania warsztatowe.
Została pochowana wraz z mężem na cmentarzu w Gundelsheim koło Brambergu w Niemczech, w miejscowości zamieszkania córki.

## Prace konserwatorskie
Prowadziła prace konserwatorskie m.in. w:
- Kościół Wszystkich Świętych w Krościenku nad Dunajcem (1950–1951),
- Kościół parafialny w Trzemesznie (1963–1965),
- Kościół Najświętszego Serca Pana Jezusa w Stegnie Gdańskiej (1972–1980),
- Kościół El Sagrario w Quito(inne języki) (1980–1984),
- Kościół św. Franciszka Ksawerego w Krasnymstawie (1977–1983),
- Kaplica Najświętszego Sakramentu przy katedrze w Łowiczu (1988–1990),
- Kościół Duszpasterstwa Środowisk Twórczych Niepokalanego Poczęcia Najświętszej Marii Panny w Łodzi (1996–1997).

Zajmowała się również pracami konserwatorskimi przy obrazach, w tym m.in. takimi jak:
- Maria z Dzieciątkiem i Aniołami S. Boticcellego (1968),
- Zuzanna i starcy Petera Paula Rubensa (1977)[2].

## Publikacje
- „Konserwacja malowideł ściennych z XVI w. w prezbiterium katedry w Oliwie” (1964),
- „Konserwacja podobrazi drewnianych i warstw malarskich czterech obrazów zmoczonych w czasie powodzi we Florencji” (1970),
- „Dwa wizerunki Maryjne w obrazie ołtarza głównego w kościele parafialnym w Biechowie” (1976),
- „Mistrz Poliptyku Kaliskiego” (1976),
- „Das Bild der Mutter Gottes aus Volognano” (1985),
- „Polyvinyl Acetate in the Conservation of the Wall Paintings” (1989),
- „The Conservation of Wall Paintings in Quito” (1992).

Ponadto publikowała w dwumiesięczniku „Ecclesia”, popularyzując wiedzę konserwatorską wśród duchowieństwa.

## Odznaczenia
- Złota odznaka „Za Opiekę nad Zabytkami” (1972),
- nagroda Soprintendenza dei Laboratori Restauri,
- dyplom uznania i medal Społecznego Komitetu Obchodów 500 rocznicy urodzin Mikołaja Kopernika w Toruniu (1973),
- medal „Za realizację” przyznanym przez ZPAP w Łodzi za konserwację i restaurację zabytkowego stropu kościoła w Stegnie Gdańskiej (1976),
- Medal „Za udział w pracach Komisji Nadzoru Konserwatorskiego na rzecz Panoramy Racławickiej” (1985)[2],
- Złoty Krzyż Archidiecezji Łódzkiej (2000)[3][4].
- nagroda Rektora Uniwersytetu Łódzkiego II stopnia za publikację „Konserwacja i restauracja dzieł sztuki. Katalog dokumentacji prac Ewy i Jerzego Wolskich w latach 1948–1999” (2001),
- Pro Ecclesia et Pontifice (2001)[2],
- Odznaka „Za Zasługi dla Miasta Łodzi” (2006)[9][4].